# Alburquerque (Spanien)
Alburquerque ist eine Kleinstadt und eine Gemeinde (municipio) mit 4.998 Einwohnern (Stand: 2024) in der spanischen Provinz Badajoz in der Autonomen Gemeinschaft Extremadura. Der Ortskern von Alburquerque wurde im Jahr 1998 als Conjunto histórico-artístico klassifiziert. Der arabisch klingende Name könnte auch lateinischen Ursprungs sein: albus quercus = „weiße Eiche“.

## Lage
Die Kleinstadt Alburquerque liegt auf einem Bergsattel der Sierra de San Pedro ca. 45 km (Fahrtstrecke) nördlich der Provinzhauptstadt Badajoz nahe der Grenze zu Portugal in einer Höhe von ca. 425 m ü. d. M. Das Klima im Winter ist gemäßigt, im Sommer dagegen warm bis heiß; die geringen Niederschläge (ca. 525 mm/Jahr) fallen – mit Ausnahme der nahezu regenlosen Sommermonate – verteilt übers ganze Jahr.

## Bevölkerungsentwicklung
| Jahr      | 1857  | 1900  | 1950   | 2000  | 2016  |
| Einwohner | 7.527 | 9.030 | 10.852 | 5.645 | 5.436 |

Der Bevölkerungsrückgang in der zweiten Hälfte des 20. Jahrhunderts ist im Wesentlichen auf die Mechanisierung der Landwirtschaft und den damit einhergehenden Verlust an Arbeitsplätzen zurückzuführen.

## Wirtschaft
Während das Umland über Jahrhunderte in hohem Maße landwirtschaftlich geprägt war, ließen sich in der Kleinstadt selbst Händler, Handwerker und Dienstleister aller Art nieder. Alburquerque ist bekannt für seine Fleischprodukte, vor allem für Schinken, Würste etc.

## Geschichte
Römische und maurische Funde wurden bislang nicht gemacht. Zumeist wird die Entstehung des Ortes mit der Rückeroberung (reconquista) unter Ferdinand II. im Jahr 1166 in Verbindung gebracht, dessen Erfolge jedoch durch eine maurische Gegenoffensive im Jahr 1184 wieder zunichtegemacht wurden. Erst unter dem noch jungen König Ferdinand III. fiel das Gebiet im Jahr 1217 endgültig an die Christen. Bereits im Folgejahr begann Alfonso Téllez de Meneses mit dem Bau einer Grenzfestung, die ca. 100 Jahre später von Álvaro de Luna, dem Konstabler von Kastilien und Großmeister des Santiagoordens ausgebaut wurde. Beltrán de la Cueva, ebenfalls Großmeister des Santiagoordens, wurde im Jahr 1464 vom Hof entfernt und – trotz der ihm nachgesagten Beziehung zu seiner Gemahlin – von König Heinrich IV. zum ersten Herzog von Alburquerque ernannt.
Trotz der endgültigen Grenzfestlegung zwischen dem Königreich Kastilien und dem Königreich Portugal im Vertrag von Badajoz (1267) kam es auch danach zu zahlreichen militärischen Auseinandersetzungen, die erst mit der von 1580 bis 1640 dauernden Personalunion beider Länder ein zeitweiliges Ende fanden. Im Rahmen der Entdeckung und Eroberung Amerikas und der Philippinen spielten Konquistadoren und Kolonisatoren aus Alburquerque eine bedeutsame Rolle, was sich unter anderem in den Stadtgründungen von Albuquerque (New Mexico) und Alburquerque (Philippinen) widerspiegelt.

## Sehenswürdigkeiten

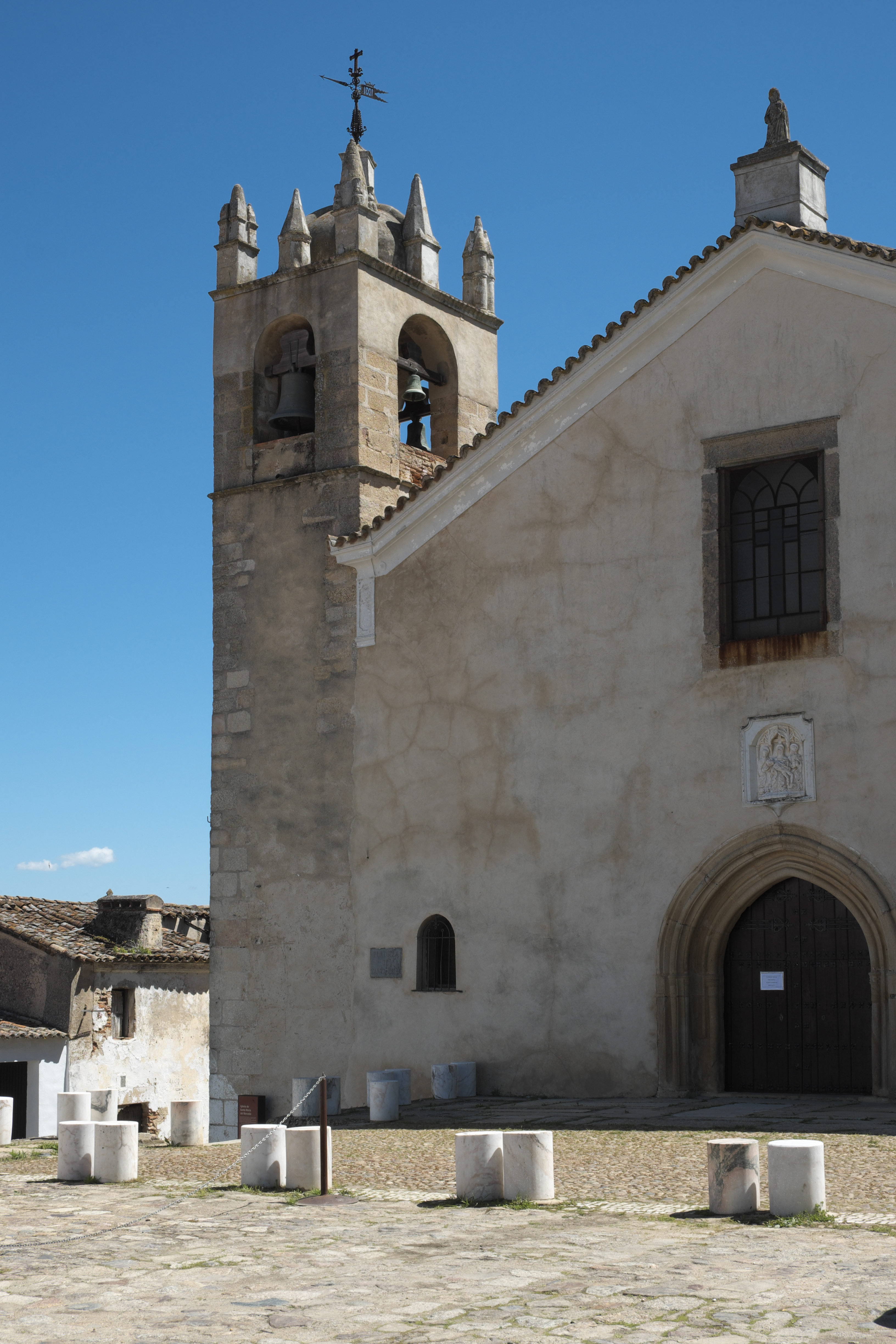
Santa María del Mercado

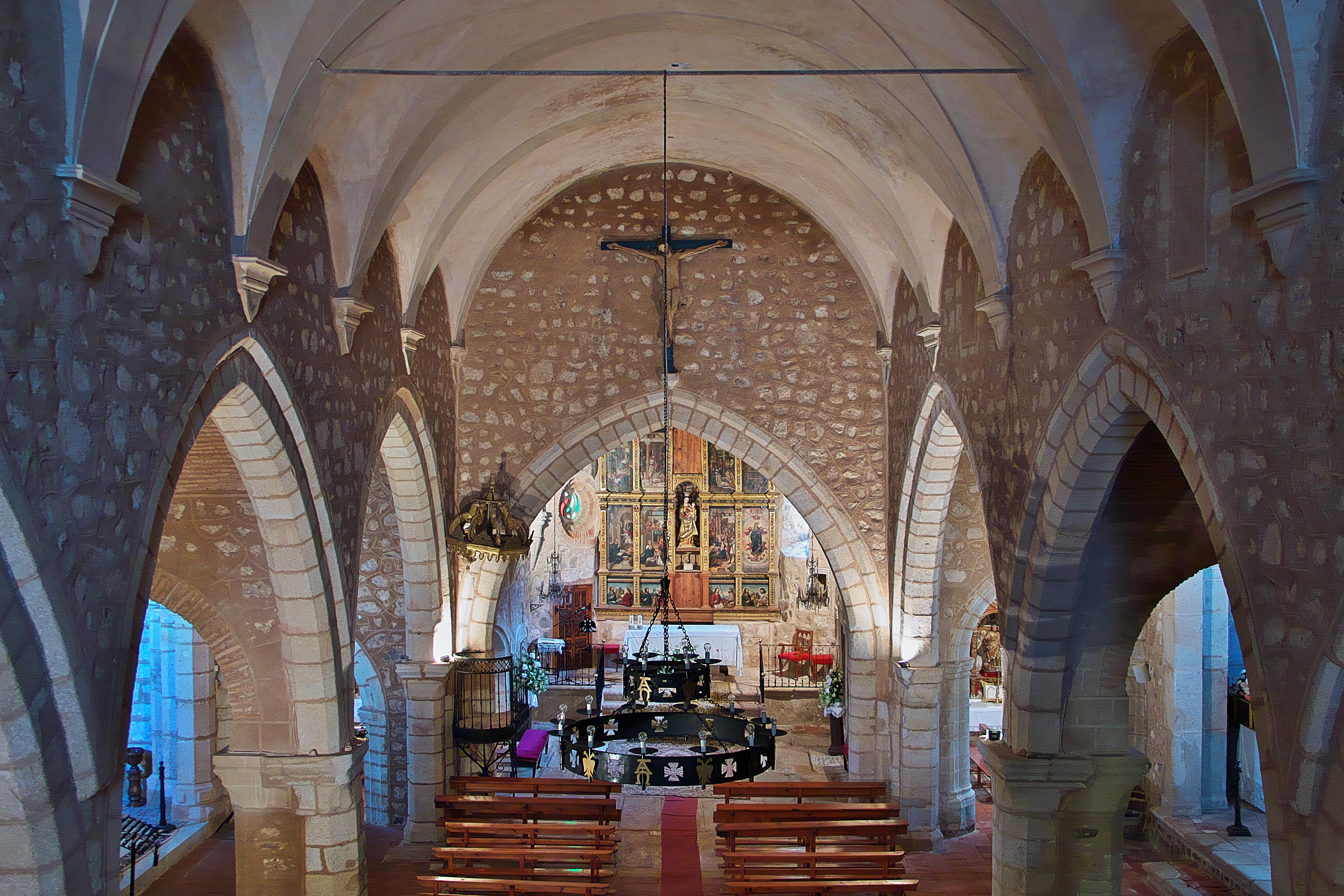
Iglesia de Santa María del Mercado

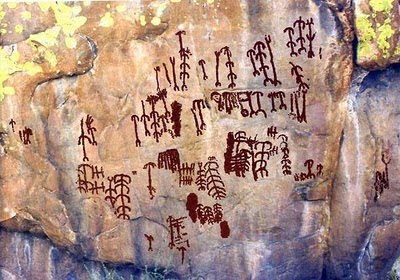
Felsmalereien

- Mit dem Bau der Burg (Castillo de Luna) wurde möglicherweise bereits im frühen 13. Jahrhundert begonnen; ihr endgültiges Aussehen erhielt sie jedoch erst Mitte des 15. Jahrhunderts unter Álvaro de Luna bzw. unter Beltrán de la Cueva. Sie war eine der wichtigsten Grenzfestungen zu Portugal und wurde lange Zeit vom Santiago-Ritterorden gehalten.[5]
- Das von einer bis zu 10 m hohen Stadtmauer mit zwei mittelalterlichen Toren (Puerta de la Villa und Puerta de Valencia) umgebene historische Ortszentrum (Barrio gótico) ist als Conjunto histórico-artístico eingestuft.
- Die dreischiffige Kirche Santa María del Mercado entstammt dem 15. Jahrhundert; die Gewölbe wurden erst im 18. Jahrhundert eingezogen. Die Hauptapsis birgt ein Altarretabel aus dem 16. Jahrhundert mit 15 spätgotischen Tafelbildern eines unbekannten Meisters; im Zentrum steht eine Figur der Virgen de la Candelaria.[6]
- Die mit einem dreigeteilten Glockengiebel versehene Kirche San Francisco befindet sich am Ortsrand. Sehenswert ist der Hauptaltar im spätbarocken Stil des Churriguerismus.

Umgebung
- Ungefähr 2,5 km nordwestlich des Ortes befinden sich die pflanzen- und menschenartigen Felsmalereien der Abrigos del Risco de San Blás.[7]
- Ca. 7 km südwestlich steht das barocke Santuario de Nuestra Señora de Carrión mit einem imposanten churrigueresken Altarretabel.[8]
- Ca. 15 km östlich erhebt sich das in Privatbesitz befindliche Castillo de Azagala, dessen Ursprünge bis ins 13. Jahrhundert zurückreichen.[9]
- Auf dem Weg dorthin befindet sich die mittelalterliche Kleinkirche der Ermita de los Santiagos.[10]

## Persönlichkeiten
- Bernardo de Albuquerque (um 1500–1579), Dominikanermönch